# Liste der Monuments historiques in Orsans (Doubs)
Die Liste der Monuments historiques in Orsans führt die Monuments historiques in der französischen Gemeinde Orsans auf.

## Liste der Objekte
| Bezeichnung      | Beschreibung             | Standort                         | Kennzeichnung | Schutzstatus | Datum | Bild |
| ---------------- | ------------------------ | -------------------------------- | ------------- | ------------ | ----- | ---- |
| Prozessionskreuz | Messing, 16. Jahrhundert | in der Kirche St-Gengulph (Lage) | PM25001191    | Classé       | 1928  |      |